# Ketchup

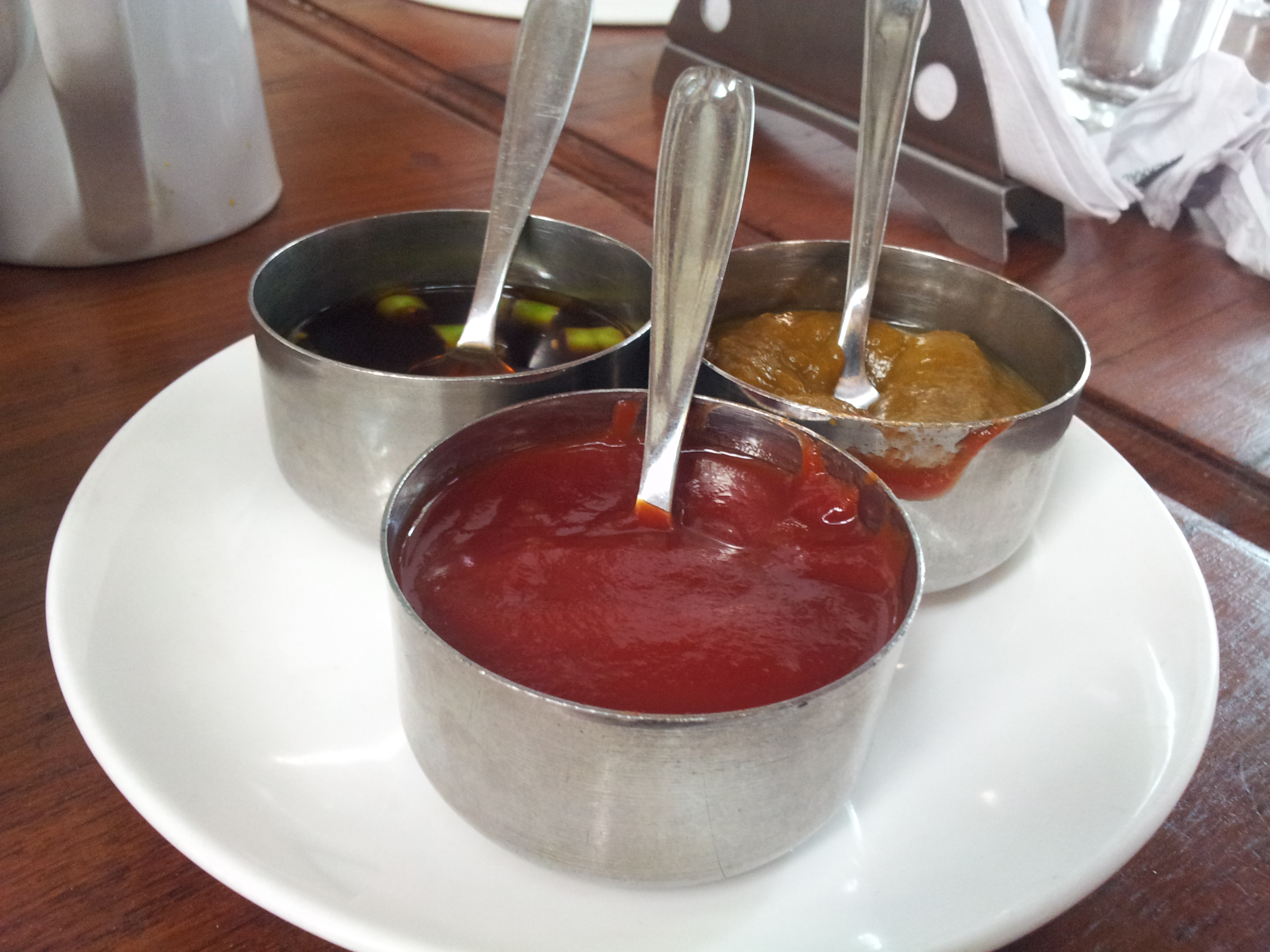
Behållare med olika såser, med tomatketchup i den närmaste behållaren i bild.

Ketchup är en kryddsås som förekommer i många varianter. Tomatketchup är vanlig i Europa och USA, men det finns även andra såsom valnötsketchup, svampketchup, ansjovisketchup, ostronketchup och mangoketchup.
Föregångaren till såsen antas vara av östasiatiskt ursprung och namnet är enligt en hypotes från början hämtat från den sydkinesiska fisksåsen khetsap eller den indonesiska ketjapen som härstammar från den förstnämnda. Tomatketchup i sin nutida version, innehållande tomat, socker, salt, ättika och kryddor, började tillverkas i större industriell skala år 1876 av Henry Heinz, men förekom även långt tidigare under samma sekel i amerikanska receptböcker, liksom varianter baserade på svamp. I amerikansk och kanadensisk engelska används ibland ordet catsup med samma betydelse som ketchup.

## Historik

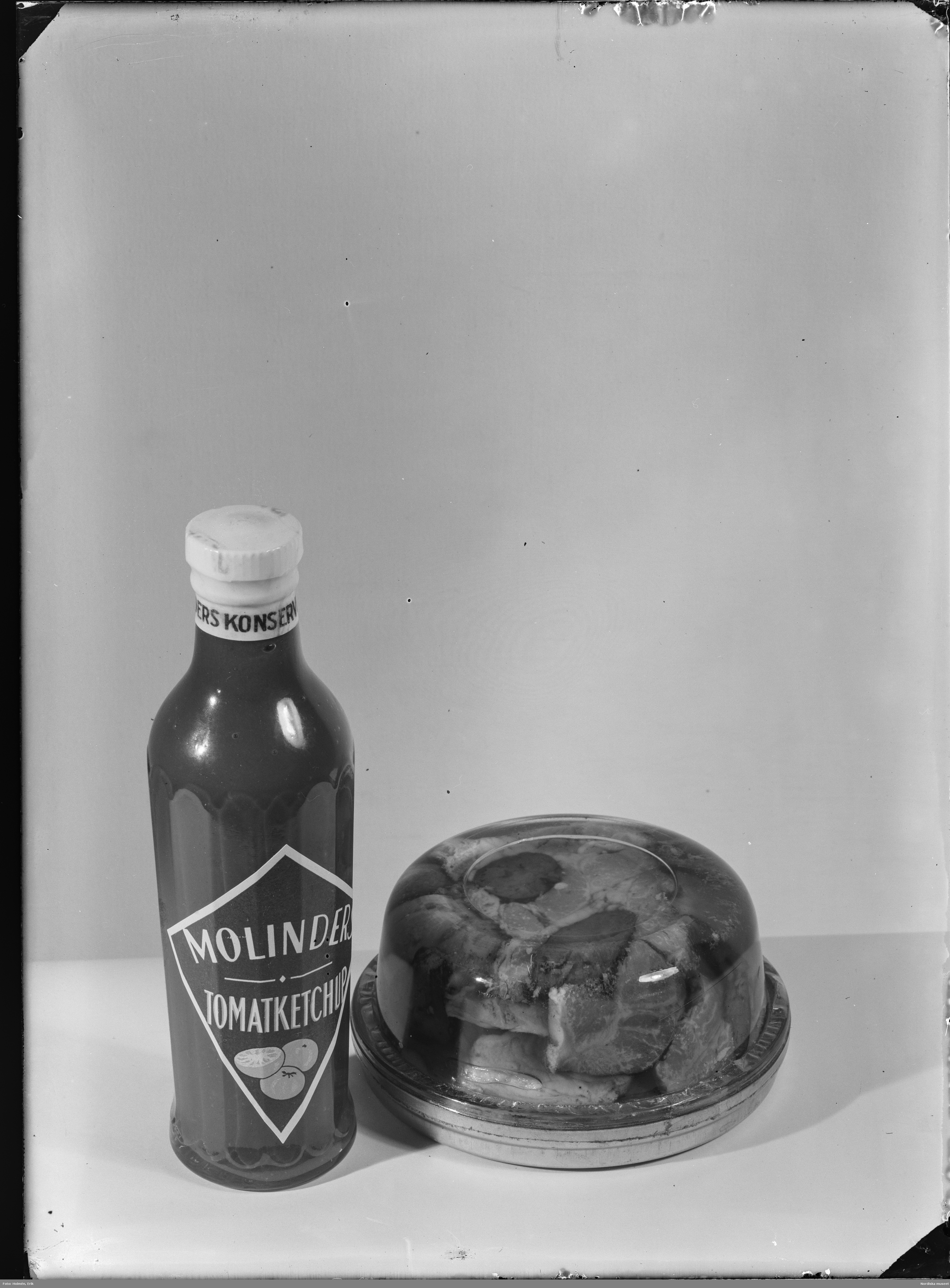
Ketchup och aladåb. Reklamfoto från NK, 1933.

På 1690-talet blandade kineser ihop en redning av syrad fisk och kryddor. De kallade det hela för (i Amoy-dialekten av den lokala min-kinesiskan) kôe-tjiap eller kê-tjiap (鮭汁, mandarin guī zhī), med betydelsen "lag efter syrad fisk" (鮭, karp; 汁, jos) eller "lag efter skaldjur".
Tidigt 1700-tal hade bruket av denna redning spridits till de malajiska staterna i nuvarande Malaysia och Indonesien, där det kom att upptäckas vid brittiska utforskningar av regionen. Det indonesisk-malajiska ordet för såsen var kĕtjap (kĕchap). Det ordet kom att utvecklas till engelskans ord ketchup.

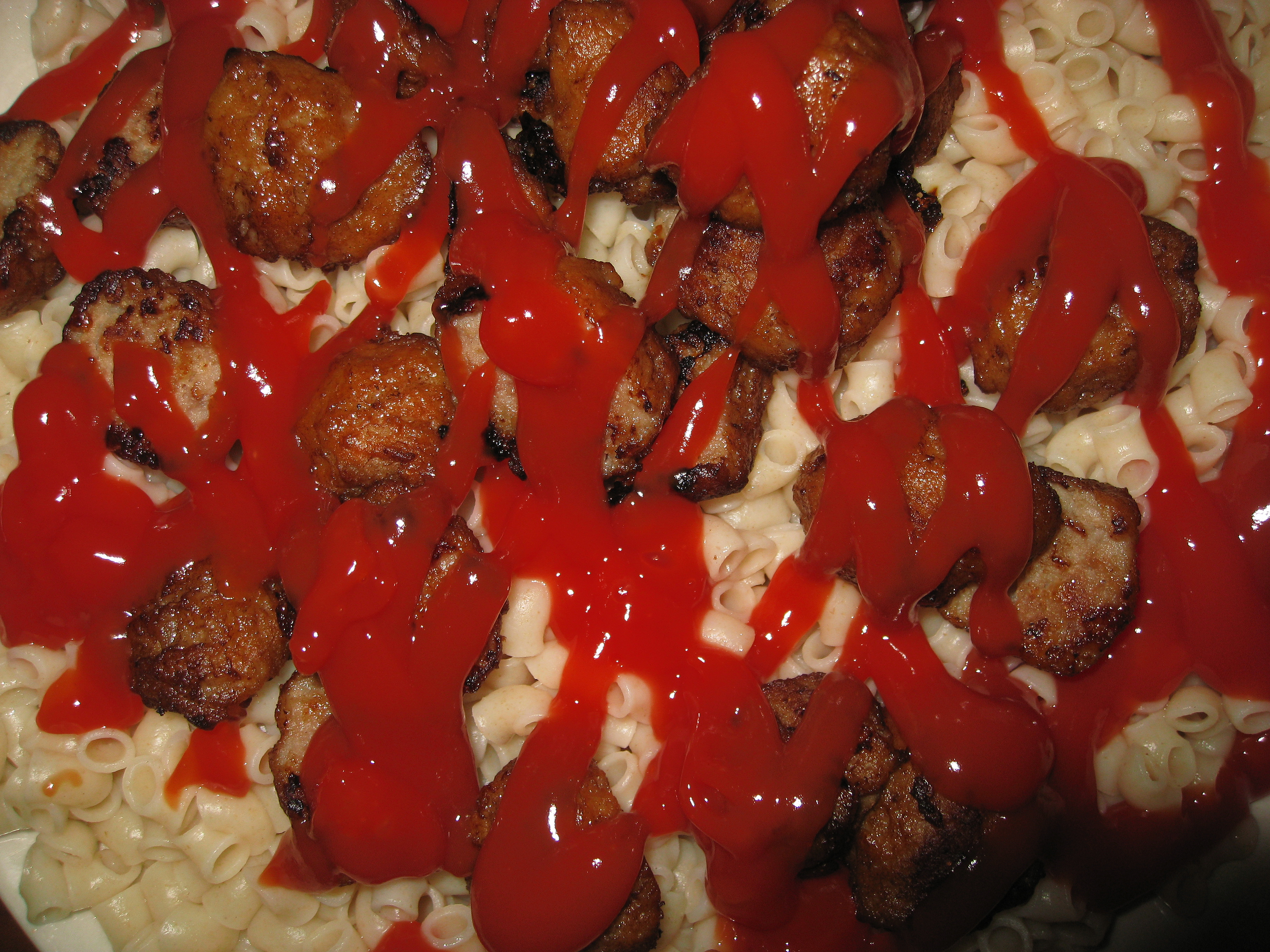
Snabbmakaroner, köttbullar och tomatketchup.

Många varianter av ketchup hade då utvecklats i olika delar av de kinesiskpåverkade delarna av Asien. Den tomatbaserade versionen utvecklades sent och finns första gången belagd 1801, då ett recept på tomatketchup skrivet av en Sandy Addison trycktes i en amerikansk kokbok – Sugar House Book (1801).
I Sverige fick tomatketchupen sitt genombrott på 1950-talet. AB Felix började tillverka sin tomatketchup 1955, och 1960 började även Slotts tillverka tomatketchup. I Sverige används tomatketchup särskilt på diverse potatis-, pasta- och korvrätter, ofta istället för sås. Tomatketchup på pasta är något som är mer ovanligt i exempelvis Storbritannien och inte minst Italien.

## Konsumtion
Kring år 2011 hade USA flest ketchupvarianter. Vid samma tid konsumerades mest ketchup i världen per person och år i Sverige. År 2018 konsumerades mest ketchup per person och år i Finland. År 2023 konsumerades mest ketchup per capita i Irland.

## Tillsatser
Socker- och framför allt tomatmängd varierar kraftigt mellan olika tomatketchupmärken. I Sverige introducerades sötningsmedlet sukralos som ingrediens i svensktillverkad tomatketchup, men efter att sötningsmedlet uppmärksammats av bland andra Göran Petersson, professor i kemisk miljövetenskap, och politikern Gunvor G. Ericson (MP), har det blivit mer sällsynt i produkterna. År 2019 lanserades "osötad ketchup" i Sverige, utan tillsatt socker och sötningsmedel.
I en undersökning utförd vid Chalmers 2009 konstaterades att några vanliga ketchupmärken på den svenska marknaden innehöll allt mellan 18 och 85 procent tomatpuré. Mängden tomatpuré i tomatketchup bör dock endast ses som riktmärke och inte ett exakt mått på tomatinnehållet, eftersom tomatinnehållet i tomatpuré kan variera.